# På spaning efter den tid som flytt. 1, Swanns värld
På spaning efter den tid som flytt. 1, Swanns värld är en roman av Marcel Proust, utgiven i Frankrike år 1913. Franska originalets titel är Du côté de chez Swann. Gunnel Vallquist översatte romanen till svenska 1964 och den kom ut i sin senaste tryckning på Albert Bonniers Förlag 1993. Romanen är den första i en svit om sju böcker: På spaning efter den tid som flytt.

## Handling
Romanen består av tre delar: "Combray", "Swann och kärleken" och "Namnet". I den första delen förekommer den berömda scen där berättaren drar sig till minnes en vardaglig episod från sin barndom genom kombinationen av lindblomste och det bakverk som kallas madeleinekaka. Därefter skildras barndomsvistelser i den lantliga staden Combray (baserad på den verkliga staden Illiers) med det väldiga hushållet dominerat av berättarens mormor samt den sjukliga men ändå väldigt aktiva tante Leonie. Bokens huvudperson, Charles Swann, presenteras i den första delen enbart som en vän till berättarens föräldrar vilken han först senare i livet kommer att lära känna mer ingående. Den andra delen skildrar den intensiva kärlekshistorien mellan Swann och hans blivande hustru Odette de Crécy, ett giftermål som av många kommer att betraktas som något skandalöst på grund av Odettes tvivelaktiga rykte. Här skildras även Madame Verdurin och hennes salong, ett sällskap som återkommer senare i berättelsen. I den sista delen skildras författarens första intresse för det motsatta könet, bland annat Swanns och Odettes dotter Gilberte.